# Albanezen in Slovenië
In de volkstelling van 2002 werden er 6.186 Albanezen in Slovenië (Albanees: Shqiptarët në Slloveni) geregistreerd. Hiermee vormen zij 0,31% van de Sloveense bevolking, oftewel de op vijf na grootste etnische groep in het land. De meeste Albanezen in Slovenië komen oorspronkelijk uit Kosovo of Noord-Macedonië.

## Geschiedenis
De eerste Albanezen die zich op het grondgebied van het huidige Slovenië vestigden, kwamen er als vluchtelingen na de val van het Ottomaanse Rijk en na de Balkanoorlogen. Tijdens de Joegoslavische periode vestigden Albanezen uit de Republiek Macedonië, Kosovo en Montenegro zich in Slovenië vanwege de economische en politieke vrijheden. Na het uiteenvallen van Joegoslavië vestigden steeds meer Albanezen uit Kosovo zich in Slovenië vanwege de gunstigere levensomstandigheden in vergelijking met andere landen van voormalig Joegoslavië.

## Bevolking
Vanaf 1960 is het aantal Albanezen in Slovenië in een snelle tempo gegroeid. Tussen 1981 en 2002 is het aantal Albanezen verdrievoudigd. Sinds 2002 is er geen volkstelling uitgevoerd, waardoor het huidige aantal Albanezen onbekend is. In 2020 woonden er echter alleen al 19.577 personen met een Kosovaarse migratieachtergrond in Slovenië.
|                | 1948   | 1948    | 1953   | 1953    | 1961   | 1961    | 1971   | 1971    | 1981   | 1981    | 1991   | 1991    | 2002   | 2002    |
| -------------- | ------ | ------- | ------ | ------- | ------ | ------- | ------ | ------- | ------ | ------- | ------ | ------- | ------ | ------- |
| Etnische groep | Aantal | Procent | Aantal | Procent | Aantal | Procent | Aantal | Procent | Aantal | Procent | Aantal | Procent | Aantal | Procent |
| Albanezen      | 216    | 0,0     | 169    | 0,0     | 282    | 0,0     | 1.266  | 0,1     | 1.933  | 0,1     | 3.534  | 0,2     | 6.186  | 0,3     |

### Taal
In 2002 werd het Albanees door 7.177 personen als moedertaal gesproken, oftewel 0,4% van de Sloveense bevolking. Het aantal sprekers van het Albanees is ten opzichte van 1991 (bijna) verdubbeld. In de volkstelling van 1991 werden 3.903 sprekers van het Albanees geregistreerd, oftewel 0,2% van de Sloveense bevolking.

### Religie
De islam is de grootste religie onder de Albanezen in Slovenië. In 2002 verklaarden 5.237 van de 6.186 Albanezen islamitisch te zijn, oftewel 84,66% van alle Albanezen. Daarnaast werden er 363 aanhangers van de Katholieke Kerk geregistreerd, terwijl 16 Albanezen lid waren van andere christelijke kerken. Het totaal aantal christenen komt uit op 379 personen, oftewel 6,13% van alle Albanezen. Daarnaast werden er 74 religieuze Albanezen zonder een specifiek geloof (1,20%) geregistreerd, terwijl 97 Albanezen atheïstisch (1,57%) waren en 394 Albanezen geen antwoord hadden gegeven of het niet wisten (6,37%).